# Run's House
Run's House is een realityserie uitgezonden door MTV. Het gaat over het familieleven van rapper Joseph Simmons, beter bekend als Rev Run of Joey Simmons.
De naam en de titelnummer van de show zijn afkomstig van een album van Run-D.M.C., Tougher Than Leather. De show wordt gefilmd in en om Runs huis (Run's house) in Saddle River, heel soms in Manhattan (New York), waar het kantoor van de Simmons is, en soms ook vanuit Los Angeles, waar dochters Vanessa en Angela een appartement delen, maar nog steeds hun familie in Saddle River bezoeken.
Run's House liep zes seizoenen, en werd opgevolgd door Daddy's Girls. Van deze realityserie, waarin Vanessa en Angela naar Los Angeles verhuizen, zijn twee seizoenen gemaakt.

## Cast
- Joseph "Joey" Simmons (Reverend Run)
- Justine Simmons
- Vanessa Simmons
- Angela Simmons
- Joseph "JoJo" Simmons, Jr.
- Russell "Russy" Simmons
- Daniel "Diggy" Simmons
- Miley Simmons

## Afleveringen
- Angela's Graduation
- Runs Facts Of Life
- There's No Place Like Home
- Do Your Best Forget The Rest
- Fruits Of Labor
- Simmons Family Vacation

### Seizoen 2
- Baby Fever
- A Healthy Heart
- All Work And No Peace
- Maximum Growth
- Vegas Vacation
- Rev's Fix It List
- Rev Mom
- Downward Facing Dawg
- Anger Management
- Two Down And One To Grow

### Seizoen 3
- Give Me Strength
- Hangin'With Run
- Weight A Minute
- Sneaker Pimps And Mini Moguls
- To Catch A Thief
- Home Alone
- Rev's Birthday Suit
- Family Albums
- Times Are Changin'

### Seizoen 4
- JoJo's New Boyfriend
- Growing Up Is Hard To Poop
- Run's Manner House
- When Diggy Met Martin
- Rapper's Retreat
- Camp Rev
- Who's Your Daddy?
- Rock In Run's House
- Baby Steps
- Mixed And Mastered
- Too Cool For Old School
- When The Cat's Away
- Slapped Silly
- Run's Baby Girl
- Baby Comes Home

### Seizoen 5
- Mind On The Road
- Boneless Chicken Dinner
- Pass The Fame
- Outside The Box
- Mole Beauty, Mole Problems
- Rev's Old West Side
- Age Against The Machine
- Operation Album Drop
- That Guy T is back
- Say Hello To My Little Friend

### Seizoen 6
- Hawaiian Vacation 1e
- Run's Big House
- The Secret of My Excess
- Blog Wild
- Tapper's Delight
- An Office He Can't Refuse
- Mother Smother
- The Puppy Whisperer
- Hall Of Fame